# Македонска патриотична организация „Александър Велики“ (Лорейн)
Македонската патриотична организация „Александър Велики“ е секция на Македонската патриотична организация в Лорейн, Охайо, САЩ. Основана е през юни 1924 година по инициатива на Михаил Николов. В ръководството влизат Никола Меланов (председател) и Трайче Вангелов (секретар) от Кономлади, както и Иван Томев от Брайчино (касиер). Основната част от членовете на организацията са от Долна Преспа и Ресенско. По-късно председател е Атанас Иванов, син на Иван Наумов.
На 19 май 1933 година е основана женска секция към МПО „Александър Велики“, а в ръководството ѝ влизат Марийка М. Мартинова (председател), Блага М. Николова (секретар), Надежда Кукулева (касиерка).